# 索馬里判官政治

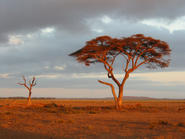
法庭（guurti）传统上在一棵金合欢树下组成，法官们在那里对纠纷作出裁决直至双方满意，其间有时会经历持续数日的讨论。

判官政治（Xeer，索馬里語發音：ħeːr），是索马里傳統文化中的多中心法律系统，在该系统下，部落长老们作为法官依先例调停争端。 这是一个习惯法如何运行于无政府社会的良好例子，也是自然法思想的一种清晰的相似物。多位学者指出，尽管Xeer已有数世纪之旧，仍可为一个现代的、运行良好的经济体提供法律基础。
据一份报告，索马里人的产生，并非基于氏族间的共同语言基础，而是对Xeer的共同遵循，故此，Xeer既是索马里民族之父，亦是其子。类似的现象据说也曾发生于邻近的奥罗莫民族，后者如今在埃塞俄比亚治下。
在Xeer系统中，不存在一个权力来规定法律是什么，相反，法律乃由法官在找出解决纠纷的最佳途径时所发现，故此，索马里民族在传统上便是一个无政府社会，即，索马里人从未接受任何中央政府的权力，无论是他们自己的还是外人的。 在Xeer法之下，索马里构成了一个自然法共同体（判官統治），遵循着许多自然法的关切。中央权力的阙如，意味着不同的社区对Xeer的解释有着细微的差别，那些被广泛接受的法律被称为「xeer guud」，而仅适用于特定社区的则被称为「xeer tolnimo」。
正如西方国家的法律系统，Xeer系统在不同功能之间存在确切的专业化分工，你能从中识别出法官（odayal）、法学家（xeer boggeyaal）、侦探（guurtiyaal）、律师（garxajiyaal）、证人（murkhaatiyal）和警官（waranle）。

## 历史
Xeer法系据信是约于7世纪产生于非洲之角的独特产物，没有证据显示它是在别处发展起来，或曾受外来司法系统重大影响，索马里语的法律术语中缺乏外来词汇这一事实，也印证了Xeer是真正的本土产物。
直到欧洲人于1800年代末到来之前，Xeer始终是索马里唯一的司法和公共秩序基础，经过近一个世纪的由欧洲人对印度次大陆的探险与航海活动所滋长的贸易接触之后，英国人和意大利人在索马里领地建立了更多的永久定居点，并分别于1886年和1893年组建了英属索马里兰保护国和意属索马里兰。
两个欧洲人政权引入了自己民族的法律系统，但引入程度上因两个外来权力各自的意图和目标不同而有异：英国人的主要兴趣在于确保供应也门亚丁的牛群从索马里顺利穿越红海，因而满足于间接统治，而意大利人则在南方建立了重要的定居点。
在英属索马里兰，司法系统包括负责全部刑事案件的保护国法庭、初级和二级地区法庭、以及Kadis法庭。经由对习惯法、教法和国家制定法的显式区分，间接统治政策为那里带来了更协调的法律组合。1898年的枢密院律令承认索马里人受习惯法所约束，1937年Kadis法庭法令和1947年次级法庭法令承认了教法适用于涉及婚姻、离婚、家庭关系、个人物质责任和继承的争端，而与此相对的，那些涉及英国殖民当局特殊利益的案件的管辖，则被归属于普通法、索马里兰法令、可适用的英国制定法和印度刑法典，并在高等法庭或地区法庭审理。上述安排，连同对索马里人有限的法律训练，在北索马里地区导致了普通法系统的逐渐渗入。
相比之下，意属索马里兰引入了意大利民法和刑法典，实际上，最初它们只应用于外来民族而非索马里人，按第161条法律（1908年4月5日），意大利殖民当局承认索马里人受习惯法和教法管辖，第937号皇家法令（1911年6月8日）建立了分立的教法法庭来处理索马里人的家庭和继承事务。到独立前夕时，索马里人和外来民已受制于同一个由三部分组成的司法系统：民事案件由地方、区域和上诉法院听审，刑事案件的初审和上诉由巡回法院受理，索马里人和其他穆斯林在家庭事务和次要民事纠纷上则向qadi法庭寻求救济，包括初审和上诉，而最高法院则受理所有这些下级法院的上诉，并对这些法院的司法管辖权争议作出裁决。
尽管北方和南方在法律内容上存在显著差异，并且各自所引入的英国普通法传统和意大利民法传统颇为不同，但它们所发展起来的司法系统还是在三个方面有着明显的相似性：首先，南北当局都将法典化的西方世俗法律置于最高地位，特别是在重大刑事案件上，其次，南北当局都允许索马里人循Xeer习惯法解决他们之间的纠纷，至少在这些纠纷尚不危及公共秩序时是如此，第三，都为在家庭和次要民事事务上实施教法而建立了独立的司法机构。总之，这一司法系统使得一个正式统治机器得以规制而非替代索马里人的习惯法实践。

## 当代实践
Xeer在索马里北部保持最为完整，而在南部，意大利人在殖民期间试图将其根除，然而，它还是在各地都以很大限度上存续了下来，甚至在城市地区继续存在，而在乡村在几乎原封未动。据报道，生活在埃塞俄比亚欧加登地区的450万索马里人，其90%的纠纷在初审时选择Xeer系统下的法庭，而埃塞俄比亚当局常介入其余的10%案件，却往往无法获得令双方满意的结果，只得设立另一个或许包括更多法官的Xeer法庭，纠纷最终还是在索马里习惯法系统下得以解决。
甚至在穆罕默德·西亚德·巴雷统治期内，索马里人仍得以维续Xeer而免遭国家权力干预力量之干涉。
自治的索马里兰大区也通过任命25位长老进入国会上院，而尝试将Xeer并入其政府结构，这一举措对于增进许多国民对中央政府合法性的信任，其作用微乎其微。即便有了授权征税的制定法，但税收在Xeer系统中仍属非法，国民对待征税官态度坚决，他们会呼唤自己的法父们前来以便和平应付此类麻烦。
在整个索马里，习惯法相对于正规司法系统的优先地位是明白无误的：
|  | 比如，杀人犯或许会被带到法庭接受实证法审判，但如果当事双方已在法庭外依Xeer法达成和解，他或她便可能被释放而免遭处罚，尤其在司法强制力和法庭虚弱和阙如的地方，或者担保无法被执行的地方，这一特点尤其突出，在那些情况下，由罪犯的亲属们将其逮捕，并在正规司法系统以外依习惯法作出处置，那些被亲属们押至法庭的罪犯，当亲属们在达成调解后坚持要求释放罪犯时，法官和执法官员也不得加以阻止。 |

## 法定权利
|  | 传统索马里社会将永恒的、不变的、普世的人类权利，而非易变的政府制定法，置于中心地位。 |

法律，进而罪行，皆由财产权术语获得定义，法律原则是赔偿而非惩罚，因为依据财产权所引出的仅仅是补偿而非惩罚，那里没有监禁，罚款也很罕见。即便偶尔有罚款，也是作为超额赔偿，并不支付给任何法庭和政府，而是直接支付给受害者。比如，一种罚款的形式是，当杀死他人一头骆驼的行为是故意和预谋的，受害者将获得两头而非一头骆驼作为赔偿。还有一种有趣的罚款方式，诸如教士、政治权贵、警察或法官之类的显赫公共人物，被期望带头过一种模范生活，如果他们违反法律，将支付双倍于普通人的赔偿。另外需要指出，由于法律和罪行是由财产权术语所定义，因而Xeer毫不含糊的反对任何形式的征税。

## 分立权力
索马里习惯法在法律和宗教之间做出了明确的区分，就像许多西方世俗国家那样。家庭和继承事务是例外，这些事务上宗教将是头等考虑，此时索马里人服从教法。然而甚至在此类案件中，如果Xeer和教法的观点存在冲突，通常以Xeer优先，正如一句索马里格言所称：
“Diinta waa labaddali karaa, xeer se lam baddali karo”
（一个人可以改变他的宗教，却无法改变法律）
这清晰的显示了，对于索马里人，宗教是个人私事，而法律是社区性的和公共的，适用于所有人。
不同于西方国家，索马里社会令人惊奇的在法律和政府之间做出了明确区分，不像多数西方司法系统那样由政府官员制订法律，Xeer系统明确禁止政府干预法律。
结果是，在索马里任何人只要愿意都可以担当法官角色，除了政治和宗教领袖。

## 保险
为了确保赔偿能在任何情况下得到执行，即便犯事者是儿童，或身无分文，或是疯子，或已外逃，Xeer要求每个人对其可能引致的法律责任拥有充分的保险，如果个人无法支付所需赔偿，其亲属中的一个规定集体须对此负责，范·诺滕以一种有趣的方式描述了该机制是如何运作的：
|  | 某人如果侵犯了他人权利而又没有能力支付独力支付赔偿，就通知其家人，由后者作为其利益代表者代为支付。从情感的角度看，作这样的通知是个痛苦的过程，因为所有家庭成员都会不失时机的训斥犯错者，他是多么恶劣和愚蠢，并且他们还会要求他保证今后会谨慎从事。实际上，所有被迫替家人的过错支付赔偿的人，此后都会紧盯着犯错者，并会在他将要招致又一个责任之前便施加干预，比如，他们将不允许他持有或携带武器。在其它大陆上，罪犯再教育通常是政府的任务，而在索马里，这成了家庭的职责。 |

如果一个家庭对被迫反复援助一个惯犯感到厌倦，他们可以宣布与其脱离关系，在此情况下，他将便成为法外之人，失去了保险，他将丧失一切法律保护，为安全计，他只得离开这个国家。在这一点上以及其他许多问题上，世界各地的习惯法颇有相似之处。

## 法父（Oday）
每个索马里人在出生之时便被指定了他自己的法官，后者将为他所涉及的案件出席法庭，该法官便是他的法父（oday）。一个人的法父由其所在扩展家庭的头人担任，而扩展家庭由拥有共同曾祖父的全体男性及其配偶与孩子组成。
法父，即法官，是由氏族长老们在历时数周甚至数月的仔细商议之后，精心挑选出来的，他并不拥有对所在家庭的权力，而仅仅因其对人类事务的知识和他的智慧而被挑选，而当社区不再对他所作的决定抱有高度尊重时，他也将失去这个位置。
每个人从出生起便知晓谁会成为其法官之一，反之，法官也从某人一出生便知道自己将会为他而出席法庭，这一安排的好处之一是，法父可以熟识其扩展家庭中的每个成员，从而在小节滋长为罪行之前，获得观察和劝谕的机会。

## 氏族结构
索马里人生为扩展家庭或氏族之人，他们在政治上是独立的，任何族人都不会接受超过比本氏族成员更多的外氏族成员的统治。若干氏族可以联合而成为一个juffo，从而扩展其规模。
一个吉利布（jilib）——可能会包括数千人——将保护其成员的权利，并在必要时参与社会和政治活动。 吉利布由若干扩展家庭组成，当其成员杀死另一个吉利布或氏族成员时，该集团有责任支付“血价”。
乔治·阿耶提用流体来比喻氏族结构的动力机制，一切取决于每个索马里个人的需要：
|  | 如果联盟（吉利布）不再助益于他，索马里人便会离之而去并另建联盟，实际上，吉利布总是不断分裂为若干部分，每个都又发展为独立的新吉利布，他们不会为建立统一国家而合并到一起。 |

## 法庭程序
当某人犯下罪行，他会首先去找他的法父，后者便与原告的法父一起建立一个法庭，如果两位法父无法解决问题，他们便召集代表更多家庭、吉利布或氏族的法父们，建立另一个法庭。根据Xeer法，受害方氏族有义务在案件提交其他氏族之前，进行必要的调查，并评估伤害程度。
案件总是在尽可能低的氏族层级（因而其范围也最小）上审理，其范围由小到大依次为：核心家庭、近亲、吉利布、亚氏族、氏族。被选出来处理争议的长老们，称作xeer beegti，实质上就是一个扮演法官角色的长老集体。一个氏族最资深的法官也是氏族领袖的个人法律顾问。对于具体的案件，法庭通常由来自受害方和被告方，以及，如果必要的话，第三方中立氏族的法官所组成。
Xeer规定了多种不同类型的回避规则来禁止特定个人参与纠纷裁决，与当事人有亲近家庭关系者，与当事某方有宿怨者，先前作为法官已出席过该案此前之判决者，都将被回避。如前所述，宗教和政治领袖也不允许担任法官。
法庭一经建立并确认对案件之管辖权，其首要之务便是指定一名书记员，负责记忆、复述和概述长老们的口头审理过程。 法庭然后宣布将于何时何地听审此案。
开庭期间，法庭请原告陈述其案件，原告有权指定一名代表代其陈述。陈述过程中，原告可以与其家人商议以确保他没有遗漏，原告陈述完之后，法庭会要求他概述案件并提出其诉求。最后，法庭要求被告作出答辩或提出反诉。
然后法庭休庭以商议是否需要听取证词。一项争议事实仅当至少三名证人作证时才会被采信，当事人也可以请来专家证人或品格证人。如果受害人死亡或受伤，法庭会指示一名高僧评估受害者的死伤原因，这些高僧通常按照十二世纪穆斯林学者al-Nawawii's Minhaaj at-Talibiin在其经注中所罗列的准则来对伤害作出评估。当原告援引证人证物阐述其案件时，被告有机会对原告的归责、论点和证据作出反驳，但并不存在程序化的交叉质证过程。
最后，法庭再次休庭以评估证据，如果支持一项事实的证人少于三个，或证人证词相互矛盾，法庭将要求起誓。有几种起誓方式，最简单的誓词是这样开头的，“凭我的生殖力发誓”，或者他也可以说，“对安拉发誓”，更有力的誓词是所谓的三倍誓词，即把相同誓词重复三遍，还有比这更强有力的，是重复50遍的誓词。还有一种所谓离婚宣誓，发誓者以其婚姻做赌咒，如果此后被发现说了谎，他的所有婚姻关系将被宣布无效。
需要注意的是，即便原告未能在案件上说服法庭，法庭也不会对被告作出有利判决，除非后者为其清白宣誓。
最终的裁决在索马里语中被称为gar。

## 当地人的认可
许多索马里人仍对任何形式的中央权力持怀疑态度，并认为政府的法院是不公正的，用一位生活在加洛威的索马里当地人的话说：
|  | Xeer永不会被弃用，Xeer比任何政府法律都强，政府法律无法满足人民的需要，它们无法带来足够的公正，因而也无法为群体之间带来和平。 |

大多数索马里人，无论是进步派还是保守派，仍支持这一系统，许多人相信，索马里的Xeer口述传统和对长期关系的看重，使得Xeer成为最适合该民族的司法系统，其所得以有效运行的条件，或许难以容纳一个更常规化的系统，用一位当地非政府组织项目官员的话说：
|  | 人民接受Xeer，你无法否认这一点，这是个奇特的文化，索马里文化，却有其优美之处，所有一致的达成和所有争端的解决，都协商而成，没有争斗，永无任何争斗。 |

### 引用
1. ↑  
Louisa Lombard. . Legal Affairs. 2005-10  [2009-06-26]. （原始内容存档于2012-02-18）.
2. ↑  Peter Leeson.  (PDF).   [2009-12-07]. （原始内容存档 (PDF)于2011-01-16）.
3. 1 2 3  .   [2009-12-07]. （原始内容存档于2016-08-08）.
4. 1 2 3  
George Ayittey. . Free Africa Foundation. （原始内容存档于2012-03-09）.
5. 1 2 3  .   [2009-12-07]. （原始内容存档于2018-06-24）.
6. 1 2 3  . Mises Daily.   [2015-12-02]. （原始内容存档于2009-05-12）.
7. 1 2 3 4 5  Dr Andre Le Sage.  (PDF). Centre for Humanitarian Dialogue. 2005-06-01  [2009-06-26]. （原始内容 (PDF)存档于2012-01-18）.
8. ↑  . Mises Daily.   [2015-12-02]. （原始内容存档于2021-04-19）.
9. ↑  .   [2009-12-07]. （原始内容存档于2009-11-24）.

### 书目
- Le Sage, Andre. 2005. Stateless Justice in Somalia:Formal and Informal Rule of Law Initiatives, Centre for Humanitarian Dialogue.
- Leeson, Peter T. 2005. Better Off Stateless: Somalia Before and After Government Collapse （页面存档备份，存于）, West Virginia University.
- Van Notten, Michael. 2005. The Law of the Somalis: A Stable Foundation for Economic and Social Development in the Horn of Africa, Trenton NJ: Red Sea Press.